# Летісія Сабателла
Летісія Сабателла (порт. Letícia Sabatella; нар. 8 березня 1972 року, Белу-Орізонті, Бразилія) — бразильська акторка італійського походження.

## Життєпис
Летісія народилася в Белу-Орізонті. Коли їй було 2 роки, переїхала з Ітаджуби до містечка Консенсас дас Алагоас. Вона стверджувала, що саме там навчилась цінувати природу.
В 21, Летісія припинила навчання і почала підкорювати телебачення. Перші проби у кіно були невдалими. Однак, яскрава зовнішність Сабателли дозволила їй отримати свою першу роль Таіс в серіалі Володар світу. В цьому серіалі також знімались Глорія Пірес, Фернанда Монтенегру, Антоніо Фагундес.
Під час зйомок Летісія познайомилася з актором Анжело Антоніо.
2001 року Сабателла почала зніматись в телесеріалі Клон. Ця роль зробила її знаменитою у всьому світі.
В 2008 році виконала свою першу роль негативного персонажа у серіалі Дороги Індії.
2012 року стало відомо, що Летісія зіграє у фільмі Війна матері, де виконає роль воїна Аніти Гарібальді.
Летісія Сабателла — вегетаріанка.

## Особисте життя
Була одружена з актором Анжело Антоніо. 1993 року передчасно народила доньку Клару. Летісія з чоловіком через важкий стан доньки провела три місяці у лікарні.
16 грудня 2013 року вийшла заміж за актора Фернандо Алвеса Пінту в Сан-Паоло після двох років відносин. На церемонії були присутні 350 гостей.

## Фільмографія

### Телебачення
| Вид програми | Назва                   | Персонаж                            | Рік  |
| ------------ | ----------------------- | ----------------------------------- | ---- |
| Телесеріал   | Дороги Індії            | Івона                               | 2009 |
| Телесеріал   | Заборонене бажання      | Ана Фернандес                       | 2007 |
| Телесеріал   | Сторінки життя          | Лавінія                             | 2006 |
| Телесеріал   | Клон                    | Латіфа Рашид                        | 2001 |
| Телесеріал   | Берег мрії              | Арлеті                              | 2001 |
| Телесеріал   | Вавилонська вежа        | Селеста                             | 1998 |
| Телесеріал   | Брати кураж             | Марія де Лара Баррос/ Діана /Марсія | 1995 |
| Телесеріал   | Нова хвиля              | Луїза                               | 1994 |
| Телесеріал   | Володар світу           | Таіс                                | 1991 |
| Мінісеріал   | ЖК                      | Маріза Суареш (коханка Жоселіно)    | 2006 |
| Мінісеріал   | Сьогодні — день Марії 2 | Алонса / Розіклер / Асмодея         | 2005 |
| Мінісеріал   | Сьогодні — день Марії   | Марія (доросла)                     | 2005 |
| Мінісеріал   | Стіна                   | Ана Кардосо                         | 2000 |
| Мінісеріал   | Серпень                 | Салеті                              | 1993 |

### Кіно
| Назва                   | Персонаж    | Рік  | Примітки               |
| ----------------------- | ----------- | ---- | ---------------------- |
| Романс                  | Ана         | 2008 |                        |
| Не по волі випадку      | Лусія       | 2007 |                        |
| Сукня нареченої         | Лусія       | 2004 |                        |
| Chatô, O Rei do Brasil  |             | 2003 | в процесі монтажу      |
| Durval Discos           | Селія       | 2002 |                        |
| O Xangô de Baker Street | Еспередіана | 2001 |                        |
| O Tronco                | Анастасія   | 1999 |                        |
| Прекрасна донна         | Дона Бента  | 1998 |                        |
| Рішення                 | Лаура       | 1997 |                        |
| Зуб за зуб              |             | 1994 | Короткометражний фільм |